# Theo Andriessen
Theodorus Johannes (Theo) Andriessen (Vlissingen, 6 november 1913 – Roosendaal, 27 september 1999) was een Nederlands politicus van de KVP.
Hij werd geboren als zoon van Eduard Andriessen (1881-1962; brievenbesteller) en Mathilda van Heese (1884-1964). Na de mulo begon hij op 17-jarige leeftijd zijn ambtelijke carrière als schrijver bij de gemeentesecretarie van zijn geboorteplaats. Vervolgens werd hij daar klerk 2e klasse en uiteindelijk zou hij het brengen tot commies 1e klasse. In juli 1950 werd Andriessen benoemd tot burgemeester van Ovezande. In augustus 1961 volgde zijn benoeming tot burgemeester van Oud en Nieuw Gastel. Eind 1978 ging Andriessen daar met pensioen en in 1999 overleed hij op 85-jarige leeftijd.